# Rauer Alant
Der Raue Alant oder Rauhaarige Alant (Pentanema hirtum) ist eine Pflanzenart aus der Gattung Pentanema innerhalb der Familie der Korbblütengewächse (Asteraceae).

## Beschreibung

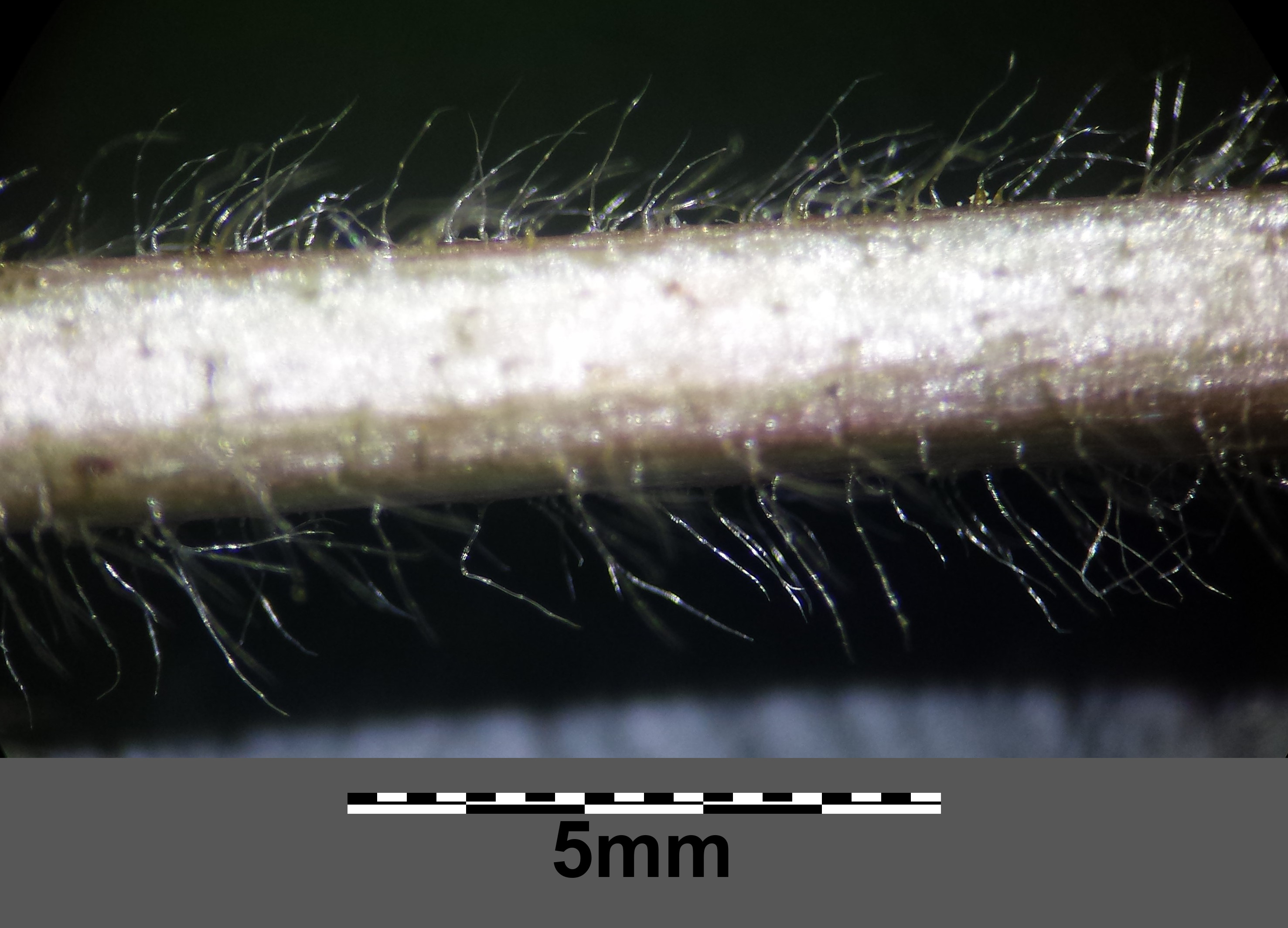
Der Stängel ist abstehend behaart.

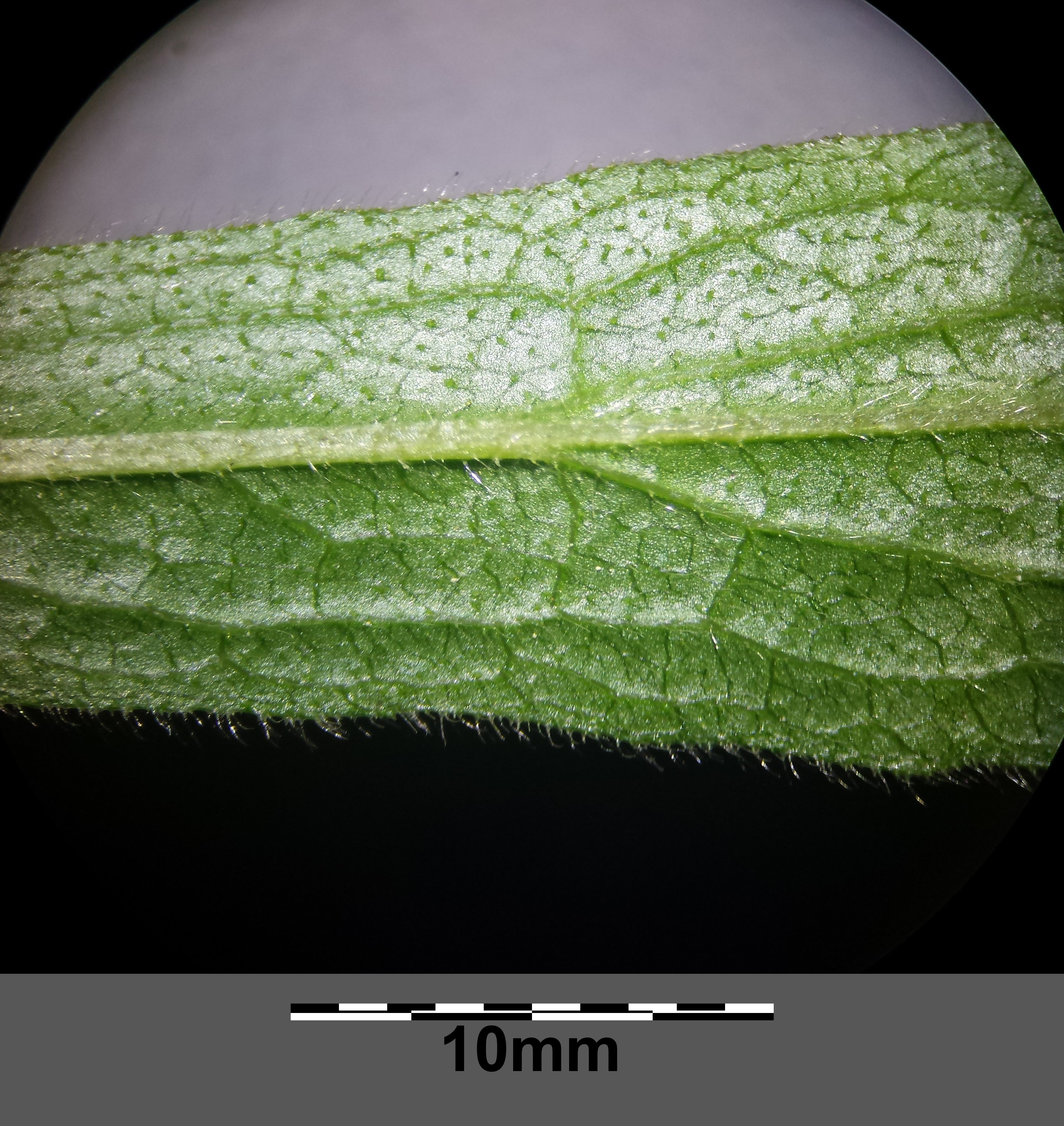
Die Laubblätter sind unterseits deutlich netznervig.

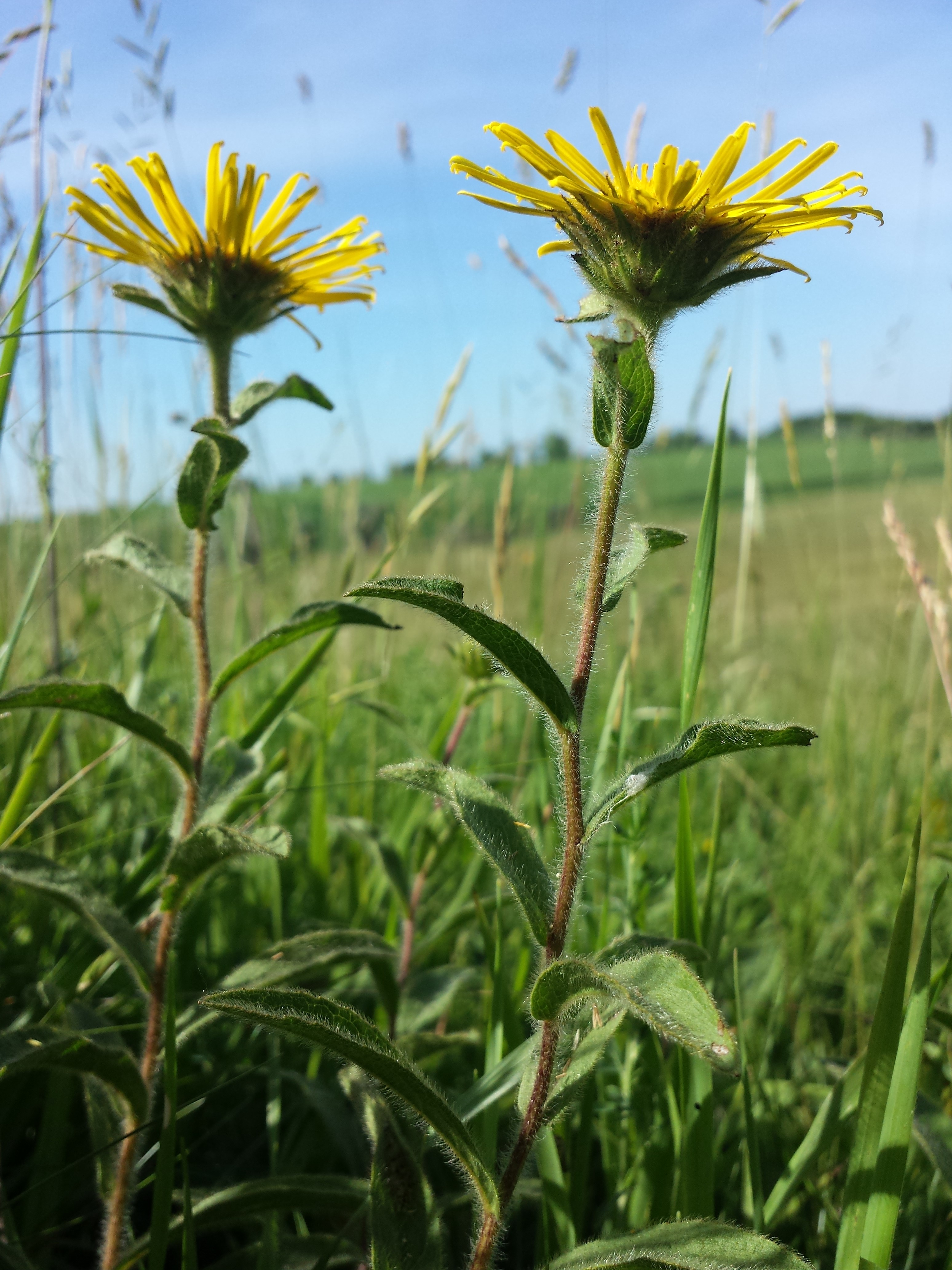
Habitus, gut erkennbar ist die Behaarung.

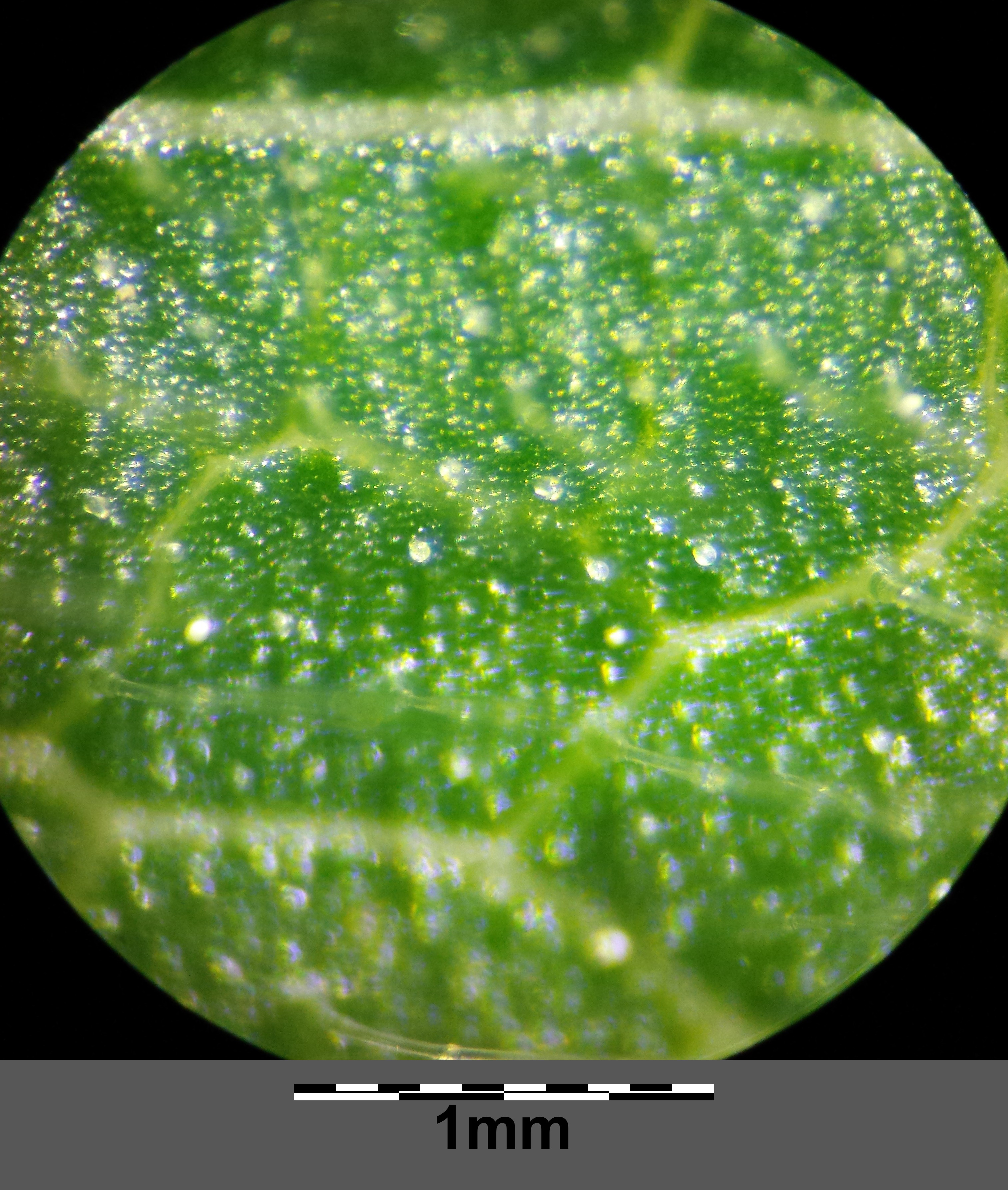
Die Laubblätter sind oberseits mit sitzenden Drüsen besetzt.

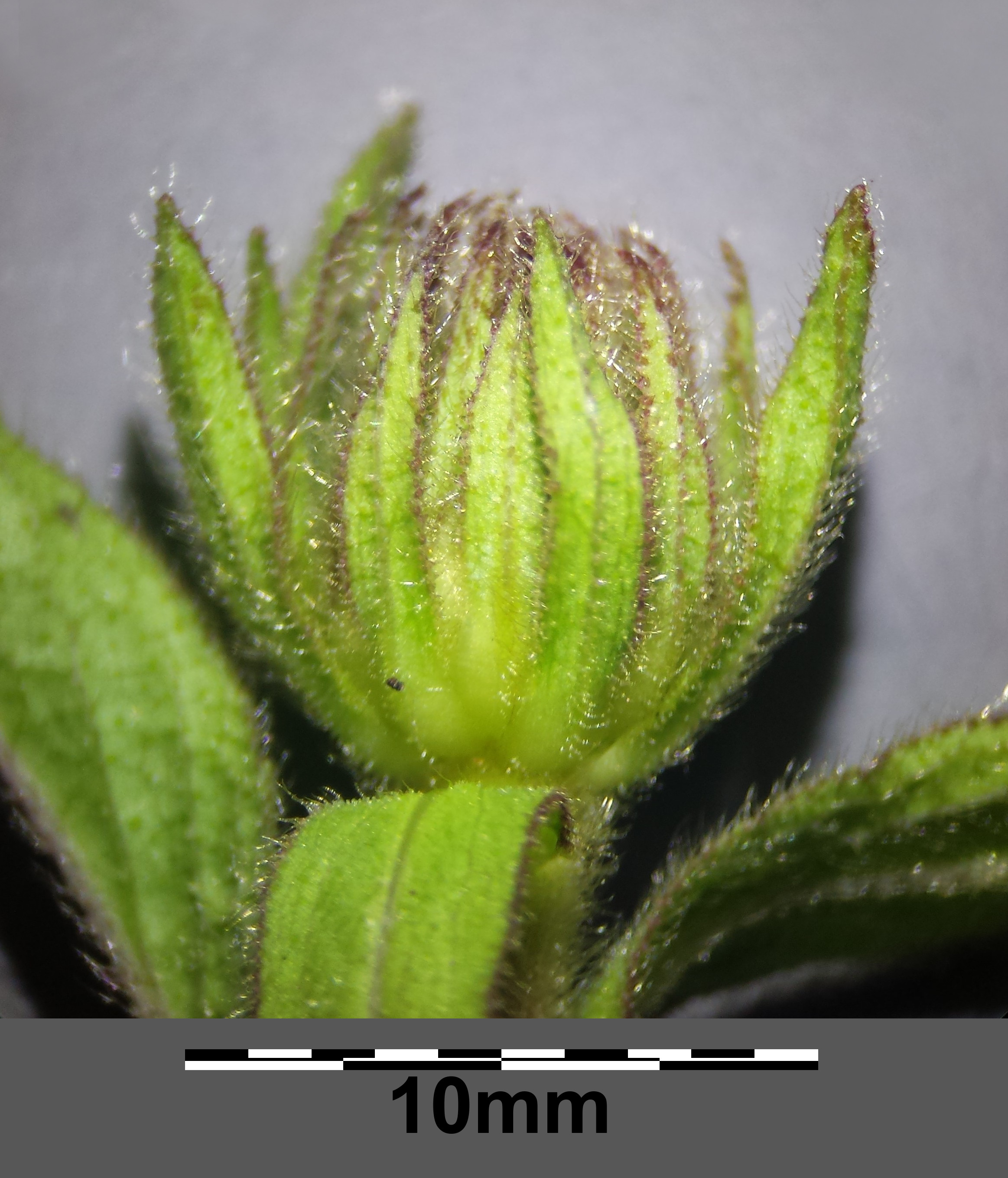
Die Korbhüllblätter sind alle gleich lang und linealisch bis lanzettlich sowie abstehend rauhaarig.

Der Rauhaarige Alant zeichnet sich vor allem durch die allseits raue Behaarung (Indument) aus.

### Vegetative Merkmale
Beim Rauen Alant handelt sich um eine ausdauernde krautige Pflanze, die Wuchshöhen von 15 bis 50 Zentimetern erreichen kann. Die oberirdischen Pflanzenteile (Blätter und Stängel) sind stark rau behaart.
Die Laubblätter sind wechselständig angeordnet. Die etwas ledrige Blattspreite ist schmal-elliptisch, mehr oder weniger ganzrandig und beidseitig behaart. Die oberen Stängelblätter haben einen verschmälerten oder gerundet sitzenden Grund, sind aber nicht stängelumfassend. Häufig besitzen sie eine hervortretende Aderung.

### Generative Merkmale
Die Blütezeit ist Juni bis Juli. Die Blütenkörbchen stehen alleine, selten auch in Gruppen von bis zu dreien am Ende der Stängel. Sie haben einen Durchmesser von 2 bis 5 Zentimetern. Die Hülle ist fast halbkugelig. Die steifhaarigen Hüllblätter sind alle fast gleich lang. Sie stehen mehrreihig und sind undeutlich dachig angeordnet. Die äußersten sind ganz krautig. Die folgenden und die mittleren sind nur am Grund lederig und strohfarben mit mehrfach längerem grünem, eilanzettlichen, spitzen, blattartigen Oberteil. Die inneren sind lineal-lanzettlich, lederig-häutig und in eine lange behaarte Spitze ausgezogen. Die Zungenblüten sind 15 bis 20 Millimeter lang, weiblich, etwa 1 Millimeter breit, abstehend und gelb.
Die Früchte sind bei einer Länge von 1,5 bis 2 Millimetern annähernd zylindrisch, kahl und tragen einen 5 bis 6 Millimeter langen Pappus.
Die Chromosomenzahl beträgt 2n = 16.

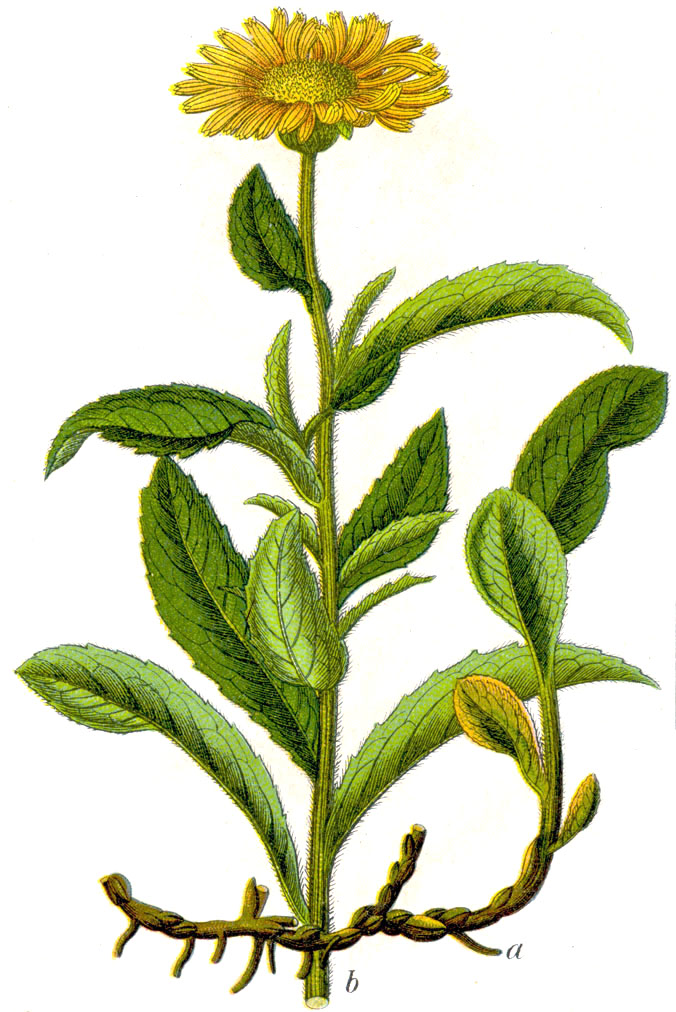
Illustration aus Deutschlands Flora in Abbildungen

## Vorkommen
Der Rauhaariger Alant ist von Westasien über Ost- und Südosteuropa bis nach Mitteleuropa verbreitet. In Deutschland erreicht er die Westgrenze seines Verbreitungsgebietes.
Der Rauhaariger Alant ist kontinental auf mageren, trockenen Böden verbreitet. Er wächst in Mitteleuropa auf Trocken- oder Halbtrockenrasen in oder in der Nähe von lichten Eichen- oder Kiefernwäldern. Er gedeiht auf kalkhaltigen Böden am besten. Sie ist in Mitteleuropa eine Charakterart des Verbands Potentillo albae-Quercion petraeae, kommt aber auch in Pflanzengesellschaften der Verbände Geranion sanguinei oder Festucion valesiacae vor.
Die ökologischen Zeigerwerte nach Landolt et al. 2010 sind in der Schweiz: Feuchtezahl F = 1+ (trocken), Lichtzahl L = 3 (halbschattig), Reaktionszahl R = 4 (neutral bis basisch), Temperaturzahl T = 4+ (warm-kollin), Nährstoffzahl N = 2 (nährstoffarm), Kontinentalitätszahl K = 4 (subkontinental).

## Taxonomie
Die Erstveröffentlichung erfolgte unter dem Namen (Basionym) Inula hirta L. durch Carl von Linné. Nach Gutiérrez-Larruscain et al. 2018 sind einige Arten aus der Gattung Inula in die Gattung Pentanema zu stellen. Es erfolgte eine Neukombination zu Pentanema hirtum (L.) D.Gut. Larr. et al. in David Gutiérrez-Larruscain, Maria Santos-Vicente, Arne A. Anderberg, Enrique Rico, M. Martínez-Ortega: Phylogeny of the Inula group (Asteraceae: Inuleae): evidence from nuclear and plastid genomes and a recircumscription of Pentanema. In: Taxon, Volume 67, Issue 1, März 2018 auf Seite 159.

## Sonstiges
Pentanema hirtum bildet gelegentlich Hybriden mit dem Weidenblättrigen Alant (Pentanema salicinum).